# 코코멜론
코코멜론(Cocomelon)은 미국의 아동 유튜브 채널이다. 구독자가 퓨디파이보다 많다.

## 같이 보기
- 가장 많이 구독된 유튜브 채널 목록
- cocomelon - 공식 웹사이트 (베트남어)